# Flughafen Catamayo

i7
i11
i13

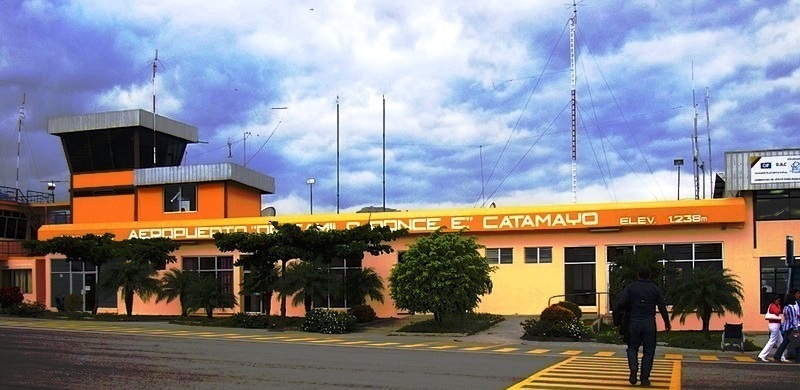
Flughafen Catamayo (2010)

Der Flughafen Catamayo (spanisch: Aeropuerto Ciudad de Catamayo; IATA-Code: LOH, ICAO-Code: SECA) ist der Flughafen der Provinz Loja im Süden Ecuadors. Er liegt in Luftlinie etwa 18 km westlich der Provinzhauptstadt Loja in der Nähe des Ortes Catamayo.
Der Flughafen Catamayo wurde während der Regierungszeit von Präsident Camilo Ponce Enríquez (1956–1960) gebaut und trug ursprünglich den Namen Camilo Ponce Enríquez.
In den Jahren 2012/2013 wurde der Flughafen grundlegend erneuert. Dazu gehörte die Verstärkung der Landebahn von 1860 m Länge, der Bau eines neuen Kontrollturms sowie eines neuen Terminals mit 2800 m² Grundfläche, das am 13. Mai 2013 in Betrieb ging. Gleichzeitig erhielt der Flughafen den Namen Ciudad de Catamayo; schon vorher war er oft – trotz des alten Namens – als Flughafen Catamayo bezeichnet worden. Das Transportministerium hatte zuvor zu einer Abstimmung „Einen Namen für den Flughafen von Catamayo“ aufgerufen. Es gab insgesamt 908 Vorschläge. Ciudad de Catamayo erhielt 7.131 Stimmen (50,54 %).

## Zwischenfälle
- Am 20. Januar 1976 kollidierte eine Hawker Siddeley HS-748-246 Srs. 2A der TAME Ecuador (Luftfahrzeugkennzeichen HC-AUE/FAE 683) kurz nach dem Start vom Flughafen Catamayo mit Bäumen und anschließend mit einem Berg. Von den 42 Insassen kamen 34 ums Leben: alle sechs Crewmitglieder und 28 Passagiere.[5]

- Am 19. November 1979 verunglückte eine IAI Arava 201 der ecuadorianischen Luftstreitkräfte (FAE T-201) beim Start am Flughafen Catamayo, Ecuador. Alle 16 Insassen kamen um.[6]

- Am 14. Juli 1980 verunglückte eine Vickers Viscount 745D der ecuadorianischen Aerolineas Condor (HC-BHB) bei der Landung auf dem Flughafen Catamayo. Die Maschine wurde drei Meter vor dem Landebahnbeginn aufgesetzt, woraufhin das rechte Hauptfahrwerk zusammenbrach. Kurz danach schlugen die beiden rechten Propeller Nr. 3 und 4 auf der Bahn auf. Die Sicht der Piloten war durch Rauch behindert, der durch das Abbrennen von Zuckerrohrabfall erzeugt wurde. Die beiden Piloten, die einzigen Insassen, überlebten die Bruchlandung. Das Flugzeug wurde irreparabel beschädigt.[7][8]